# Шалахово (Московская область)
Шалахово — деревня в муниципальном округе Егорьевск Московской области России.

## География
Деревня Шалахово расположена в северо-восточной части муниципального округа Егорьевск, примерно в 21 километре к востоку от города Егорьевск. К югу от деревни находится Шалаховское водохранилище. Высота над уровнем моря 123 метров.

## История
До 1994 года Шалахово входило в состав Большегридинского сельсовета Егорьевского района, в 1994—2004 годы — Большегридинского сельского округа, а в 2004—2006 годы — Саввинского сельского округа.
Входит в состав сельского поселения Саввинское.

## Демография
Население — 0 человек (2010).
| 2002 | 2006 | 2010 |
| ---- | ---- | ---- |
| 0    | →0   | →0   |